# Brachyurophis fasciolatus
Brachyurophis fasciolatus es una especie de serpiente de la familia Elapidae; es una especie endémica de Australia. Sus nombres comunes en inglés (narrow-banded shovel-nosed snake, narrow-banded burrowing snake) reflejan su especialización en hocico de pala, comportamiento de excavación y color de cuerpo con bandas.

## Descripción
Brachyurophis fasciolatus mide en promedio 30 cm (12 pulgadas) de longitud total, alcanzando aproximadamente 40 cm (16 pulgadas) de longitud total. La identificación de B. fasciolatus de otras especies de este género se puede hacer mediante la inspección de las escamas nasales y preoculares. Esta especie tiene una escala situada entre las dos escamas mientras que otras especies de este género tienen la escala preocular y nasal en contacto. Esta serpiente tiene escamas ventrales de color crema a blanco, de las cuales hay 140-175, y de las cuales se dividen 15-30 escamas subcaudales. La escama anal también se divide. Las escamas dorsales son de colores brillantes con un fondo de color marrón rojizo pálido a crema y escamas de punta negra que forman 50 o más bandas estrechas en todo el cuerpo, lo que le da a la serpiente su apariencia de bandas. El hocico es de color claro, crema o marrón y la cabeza es negra con una banda estrecha de color más claro que separa la cabeza negra y la nuca en dos secciones. En promedio, hay 17 filas de escamas en la mitad del cuerpo.

## Taxonomía
Brachyurophis fasciolatus es una de las ocho especies actualmente reconocidas dentro del género Brachyurophis, además hay dos subespecies, Brachyurophis fasciolatus fasciatus y Brachyurophis fasciolatus fasciolatus. Originalmente llamado Rhinelaps fasciolatus cuando fue descrito por primera vez por Günther en 1872, Brachyurophis fasciolatus fue renombrado varias veces hasta su cambio de nombre más reciente a principios de la década de 2000. Esta reclasificación más reciente para esta especie, la trasladó al género Brachyurophis . Los sinónimos incluyen Rhinelaps fasciolatus (Günther, 1872),Rhynchoelaps fasciolatus (Boulenger 1896) y Simoselaps fasciolatus (Cogger, 1983).

### Filogenia
Brachyurophis fasciolatus pertenece a uno de los dos clados de taxones excavadores que se encuentran dentro de los elápidos y serpientes marinas australianos. El grupo Simoselaps del que forma parte B. fasciolatus tiene un linaje basal de oxiuraninas australianas. Mientras que el posicionamiento del otro clado es más alto, lo que sugiere que el rechazo de la monofilia para algunas formas excavadoras debe rechazarse, sin embargo, se requiere más investigación para determinar la aceptación de la difímica.

## Ecología, distribución y hábitat
Brachyurophis fasciolatus se distribuye por todo Australia continental, excepto Victoria, en zonas áridas y costeras. La subespecie B. fasciolatus fasciolatus se encuentra en las regiones occidentales de Australia y B. fasciolatus fasciatus se distribuye por toda Australia central. La evaluación de riesgos de la UICN ha evaluado a B. fasciolatus como Preocupación menor, a nivel mundial, y el Departamento de Medio Ambiente y Patrimonio de Nueva Gales del Sur enumera esta especie como Vulnerable. Brachyurophis fasciolatusuna serpiente fosoriales con preferencia de hábitat de pendientes y crestas, hábitat arenoso como sabanas, desiertos, praderas y áreas de matorrales, incluidas las dunas de spinifex.

## Comportamiento y reproducción
Brachyurophis fasciolatus es una especie excavadora nocturna, que excava en hábitats arenosos. Esta especie emerge a la superficie en las noches cálidas para buscar comida. La reproducción se produce a través de la reproducción sexual. Esta serpiente es ovípara con un tamaño promedio de nidada de tres a cinco huevos. La oviposición (puesta de huevos) y la eclosión se producen durante los meses más cálidos, desde finales de la primavera hasta principios del verano como el tiempo esperado de oviposición, con huevos eclosionados desde finales del verano hasta principios del otoño (enero - marzo).

## Dieta y veneno
Brachyurophis fasciolatus busca en la superficie pequeños lagartos terrestres y sus huevos. La preferencia de presa parece ser hacia los pequeños eslizones y sus huevos. Dos géneros de eslizón que se consideran presas preferidas son Lerista y Ctenotus. Estos pequeños eslizones son largos y delgados, con un uso de hábitat a menudo superpuesto, como en Lerista sp. que también son fosoriales. Aunque B. fasciolatus es una serpiente venenosa, su veneno generalmente se considera leve para los humanos*.
* Nota: Todas las mordeduras de serpientes deben tratarse como graves, independientemente del envenenamiento.

## Depredadores y amenazas
La Lista Roja de la UICN considera que las amenazas a esta especie son mínimas debido a su gran distribución en áreas con poca población humana. Además, en Nueva Gales del Sur su distribución cubre un área pequeña de su área de distribución total y las amenazas se describen en gran medida como fragmentación del hábitat y daño al suelo por ondulaciones y prácticas agrícolas. Hay poca información disponible sobre depredadores específicos de esta especie, sin embargo, es probable que existan depredadores oportunistas como otras serpientes y especies de aves.